# 老子盾蜗牛
老子盾蜗牛是柄眼目扁蜗牛科盾蜗牛属的一种，树栖型。本種含三個亞種，皆僅見於臺灣本島及鄰近島嶼，為臺灣特有種。

## 亞種
- 老子盾蝸牛（Aegista lautsi lautsi (Schmacker & Böttger, 1891)）：分布於臺灣本島東北部、東部與南部，亦見於琉球嶼、綠島及蘭嶼[2]。
- 絨盾蝸牛（Aegista lautsi brachylasia (Schmacker & Böttger, 1891)）：分布於臺灣本島南部[3]。
- 小老子盾蝸牛（Aegista lautsi micra (Pilsbry & Hirase, 1906)）：分布於臺灣本島南部，以及綠島[4]。